# Przemoc w Karaczi (2010)
Przemoc w Karaczi w 2010 – niepokoje w położonym na południu Pakistanu Karaczi rozpoczęły się 3 sierpnia 2010, po zabójstwie lider partii Muttahida Qaumi Movement, Razy Haidera. Do 6 sierpnia starcia uliczne spowodowały śmierć 85 ludzi, a 200 zostało rannych. Straty gospodarcze w ciągu dwóch dni zamieszek zostały oszacowane na około 17000000000 pakistańskich rupii (ok. 200 mln dol.).

## Tło
Karaczi to największe miasto w Pakistanie i jest zarazem handlową jego stolica. Liczy 18 mln mieszkańców. Miasto było w przeszłości areną konfliktów etnicznych i między ludnością pasztuńską i posługującą się językiem urdu. W Karaczi poprzez napływ znacznej ilości Pasztunów, miał miejsce proces talibanizacji. Eskalacja niepokojów w Karaczi miała związek z działaniami armii pakistańskiej w północno-zachodnim Pakistanie.
Według pakistańskiego ministra spraw wewnętrznych Haider znajdował się na liście polityków, których talibowie zamierzali zamordować. Był liderem partii Muttahida Qaumi Movement, która opowiada się za zwalczaniem talibów i niedopuszczeniem do rozwoju tego ruchu w Karaczi.

## Przemoc

### Sierpień
Raza Haider, szyita został zamordowany 2 sierpnia strzałami w głowę podczas dokonywania rytualnego obmycia w jednym z meczetów w Karaczi podczas pogrzebu. Rząd oskarżył bojowników należących do Sipah-e-Sahaba Pakistan o zabójstwo. Ci zaś zaprzeczyli i zrzucili odpowiedzialność na Partię Narodową Awami.
Jego śmierć wywołała gniew i protesty na ulicach miasta, które przerodziły się w zamieszki. Kilka budynków zostało podpalone i niszczone były pojazdy. Większość zabitych to Pasztunowie. Do 6 sierpnia zginęło 85 ludzi, a 200 zostało rannych.
Lokalna policja aresztowała 40 osób w tym 20 islamistów. Minister Spraw Wewnętrznych Rehman Malik oskarżył Sipah-e-Sahaba o podsycanie przemocy wobec szyickiej mniejszości w Pakistanie. Prezydent Pakistanu, Asif Ali Zardari nakazał przeprowadzenie natychmiastowego śledztwa. Niezwykle nisko spadły kursy na giełdzie w Karaczi.

### Październik
16 października w przededniu wyborów uzupełniających w Karaczi, doszło do kolejnej eskalacji przemocy. W wyniku rozlewu krwi na ulicach miasta, zginęło 22 osób. Zamieszki rozgrywały się między zwolennikami partii Muttahida Qaumi Movement i Partią Narodową Awami, która planowała zbojkotować głosowanie.

### Listopad
Niespokojnie na ulicach było 6 listopada. W zamieszkach zginęły cztery osoby. Podpalono trzy samochody. W mieście zamknięto drogi dla publicznego transporty. Nieczynne były też centra handlowe.
11 listopada w Karaczi na zatłoczonej ulicy miała miejsce potężna eksplozja samochodu-pułapki w wyniku której zginęło 25 osób, a 35 odniosło obrażenia. W promieniu 2 km od miejsca wybuchu z okien powypadały szyby.